# Kissing You (Girls' Generation)
Kissing You (다시 만난 세계?,  Dasi Mannan SegyeLR) è un brano musicale del gruppo musicale sudcoreano Girls' Generation, pubblicato come terzo singolo il 13 gennaio 2008.
Il brano ha raggiunto la prima posizione sia della classifica The Music Trend del canale SBS sia della classifica M! Countdown di M.net.  Il brano è stato inoltre "Canzone del mese" nel febbraio 2008 della trasmissione Music Bank trasmessa da KBS.

## Tracce
Download digitale
1. Kissing You — 03:18

Kissing You – Rhythmer Volume 1 Remix
1. Kissing You (Skool Rock Remix) (by 정구현) — 03:06
2. Kissing You (House Remix) (by 기현석) — 02:58
3. Kissing You (Groovy Candy Remix) (by Philtre) — 02:57
4. Kissing You (Funk Remix) (by shoon) — 03:21

## Classifiche
| Classifica (2011) | Posizione massima |
| ----------------- | ----------------- |
| Corea del Sud     | 2                 |

## Riconoscimenti

### Premi dei programmi musicali
| Programma   | Data             |
| ----------- | ---------------- |
| Inkigayo    | 3 febbraio 2008  |
| Inkigayo    | 17 febbraio 2008 |
| M Countdown | 14 febbraio 2008 |
| M Countdown | 28 febbraio 2008 |
| Music Bank  | 29 febbraio 2008 |